# Cryphia benacensis
Cryphia benacensis là một loài bướm đêm trong họ Noctuidae.